# Денситометр

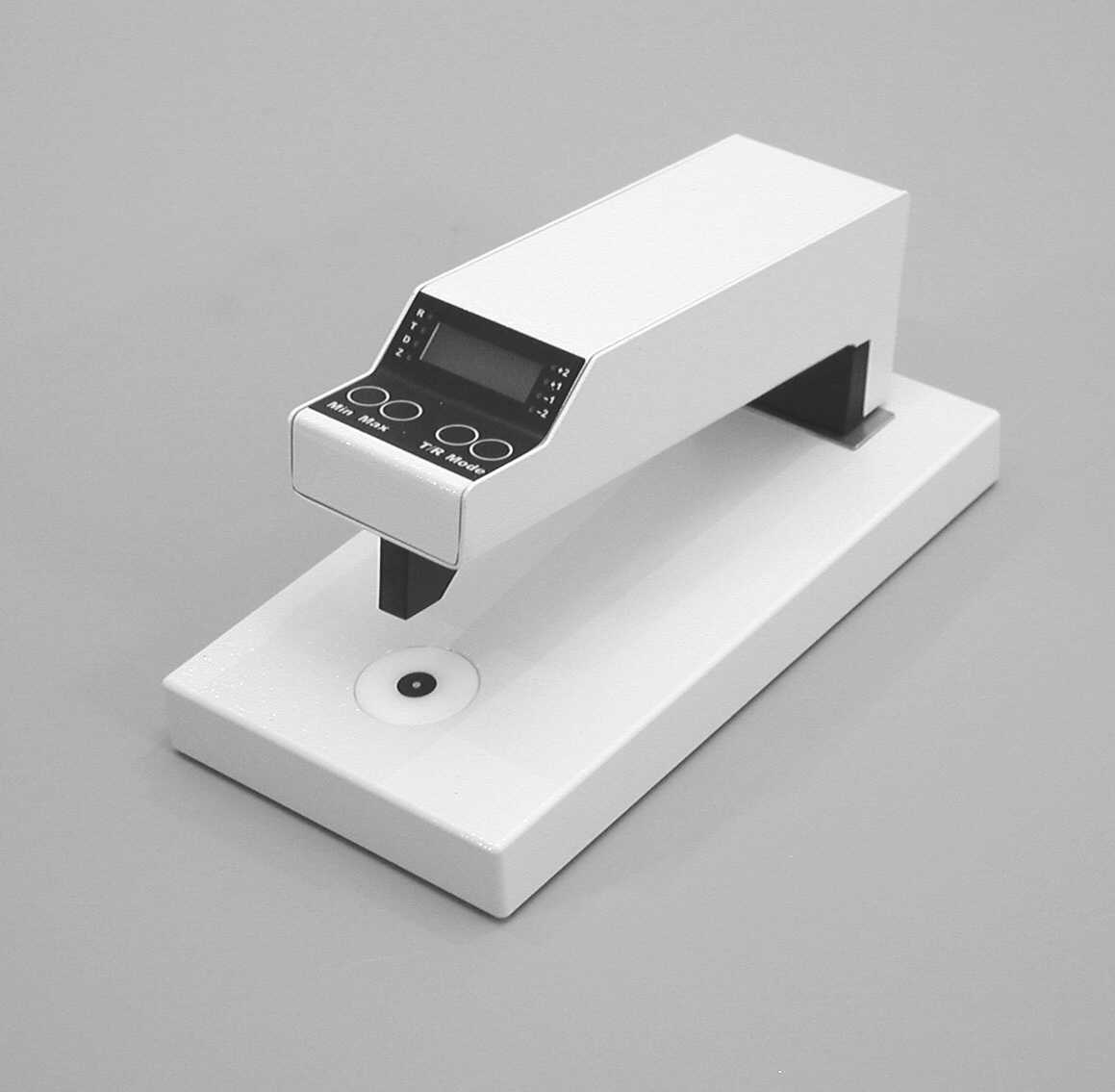
Денситометр для работы с прозрачными объектами

Денсито́метр (лат. dēnsitas — плотность + др.-греч. μετρέω — мерить, измерять) — прибор для денситометрии, то есть измерения степени потемнения объектов (стекла, фотоплёнки, печатных оттисков и т. п.).

## Общее устройство
Денситометры подразделяются на измеряющие прошедшее излучение, таковых большинство, и отражённое, называемые ещё рефлектометрами.
В общем случае конструкция денситометра содержит источник излучения, обычно света, и некий приёмник, измеряющий интенсивность этого излучения, либо после прохождения через исследуемый объект, либо после отражения от него. Результат измерения позволяет судить о степени искомого потемнения.

## Практическое использование (денситометрия)
Денситометры используются в фотографии и кинопроизводстве для проверки светочувствительности материалов, в полиграфии для определения цветопередачи тиражных оттисков, в рентгеновской дефектоскопии для слежения за качеством рентгеновских снимков контролируемых объектов, в медицине при рентгенодиагностике и т. п.

### Некоторые специализированные денситометры
- Костные рентгеновские денситометры[2] используются для неинвазивной оценки состояния костной системы (изменения плотности костной ткани, наличия минерализации, переломов и т. п.), в частности, для выявления остеопороза и определения его стадий. Применяются в медицинской диагностике. Измерение основано на методе фотонной абсорбциометрии, то есть оценки степени ослабления рентгеновских лучей тканями разной плотности.
- Денситометры для определения концентрации клеток (бактериальных, дрожжевых) в процессе ферментации, при определении чувствительности микроорганизмов к антибиотикам, идентификации микроорганизмов при помощи различных тест-систем, для измерения абсорбции при фиксированной длине волны, а также для количественной оценки концентрации окрашенных растворов, абсорбирующих свет.
- Денситометры для измерения степени затемнения тонировки автомобильных стёкол[3].
- Микрофотометр — разновидность денситометра. Это прибор, имеющий, в отличие от обычного денситометра, 25-40-кратное увеличивающую оптическую систему, что даёт возможность исследовать изображение более детально. Микрофотометр используется для измерения оптической плотности астрономических фотографических изображений, спектрограмм, рентгенограмм, аэрофотоснимков и тому подобного[4].